# Шереметьевка (Ленинградская область)
Шереме́тьевка — деревня в Морозовском городском поселении Всеволожского района Ленинградской области.

## Название
По мнению историка А. М. Шарымова название деревни происходит от фамилии генерал-фельдмаршала Бориса Петровича Шереметева, но с ошибкой: в фамилии Шереметевых мягкого знака не имелось.

## История
Первое упоминание поселения на месте современной Шереметьевки произошло в 1500 году в Писцовой книге Водской пятины: «в Орешке на Корельской стороне 70 дворов».
Первое картографическое упоминание произошло в 1580 году на «Карте Карелии, составленной после взятия Кексгольма Понтусом Делагарди», где упомянуто селение «Jakelverk», а затем в 1681 году на карте Дальберга и в 1701 году на карте Элберга, как «Hakelwerket», что в переводе со шведского означает «посад» или «слобода».
Затем населённые пункты в этих местах исчезают до 1770 года, тогда на карте Санкт-Петербургской губернии Я. Ф. Шмидта, на месте будущей Шереметьевки, вновь будет нанесена деревня — Новая.
В 1792 году, А. М. Вильбрехт впервые упоминает современное название деревни Шереметева (Scheremetewa), на своих картах окрестностей Санкт-Петербурга.
Деревня Шереметева или Новая Деревня и в ней кирпичный завод, упоминается на карте окружности Санкт-Петербурга 1810 года.
У Ф. Ф. Шуберта в 1834 году, она вновь — деревня Новая.
Затем, под именем Новая (Шереметьевка), деревня обозначена на картах 1852 и 1863 годов.
И лишь с 1871 года, деревня окончательно принимает современное название — Шереметьевка.

ШЕРЕМЕТЬЕВКА — деревня принадлежит ротмистру Александру Чоглокову, жителей по ревизии 34 м. п., 37 ж. п. (1838 год)

На этнографической карте Санкт-Петербургской губернии П. И. Кёппена 1849 года, упомянута как деревня «Nowaja», с преимущественно русским населением.

ШЕРЕМЕТЬЕВКА — деревня г. Чоглокова, по просёлкам, 13 дворов, 47 душ м. п. (1856 год)

Число жителей деревни по X-ой ревизии 1857 года: 54 м. п., 53 ж. п..

ШЕРЕМЕТЕВКА — деревня владельческая, при р. Неве, 20 дворов, 57 м. п., 58 ж. п. (1862 год)

В 1876—1877 годах временнообязанные крестьяне деревни Шереметьевка выкупили свои земельные наделы у А. А. Чоглокова.
Согласно подворной переписи 1882 года в деревне проживали 23 семьи, число жителей: 53 м. п., 53 ж. п., разряд крестьян — собственники.

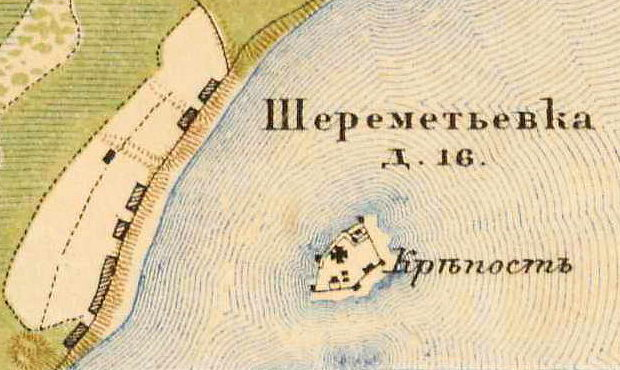
План деревни Шереметьевка. 1885 год

В 1885 году деревня насчитывала 16 дворов.
В 1887 году, согласно материалам по статистике народного хозяйства Шлиссельбургского уезда, 300 десятин земли в деревне Шереметьевка купило «Русское общество для выделки и продажи пороха».

ШЕРЕМЕТЬЕВКА — деревня, на земле Шереметьевского сельского общества, при р. Неве 27 дворов, 85 м. п., 95 ж. п., всего 180 чел., мелочная, винная, пивная лавки. (1896 год)

В конце XIX — начале XX века деревня административно относилась к Колтушской волости 2-го стана Шлиссельбургского уезда Санкт-Петербургской губернии, до середины XIX века — к 1-му стану.

В Колтушской волости занимались рыболовством по нескольку крестьян из деревень Пески, Выборгская Дубровка и вся деревня Шереметьевка. У каждого рыболова была своя лодка и снасти. Рыбу (главным образом плотву и окуней) ловили мережами и сетями. Сбыт на месте или в Шлиссельбурге.
— Ивлев В. В. Всеволожский район Ленинградской области: Историко-географический справочник. СПб. 1994; СПб. 2003. С. 125
А так описывается деревня в 1905 году:

«Против крепости ютится бедная деревушка Шереметевка, где находится конечная станция Ириновской железной дороги, жители которой поставляют продукты крепостным жителям».

В 1909 году в деревне было 22 двора.

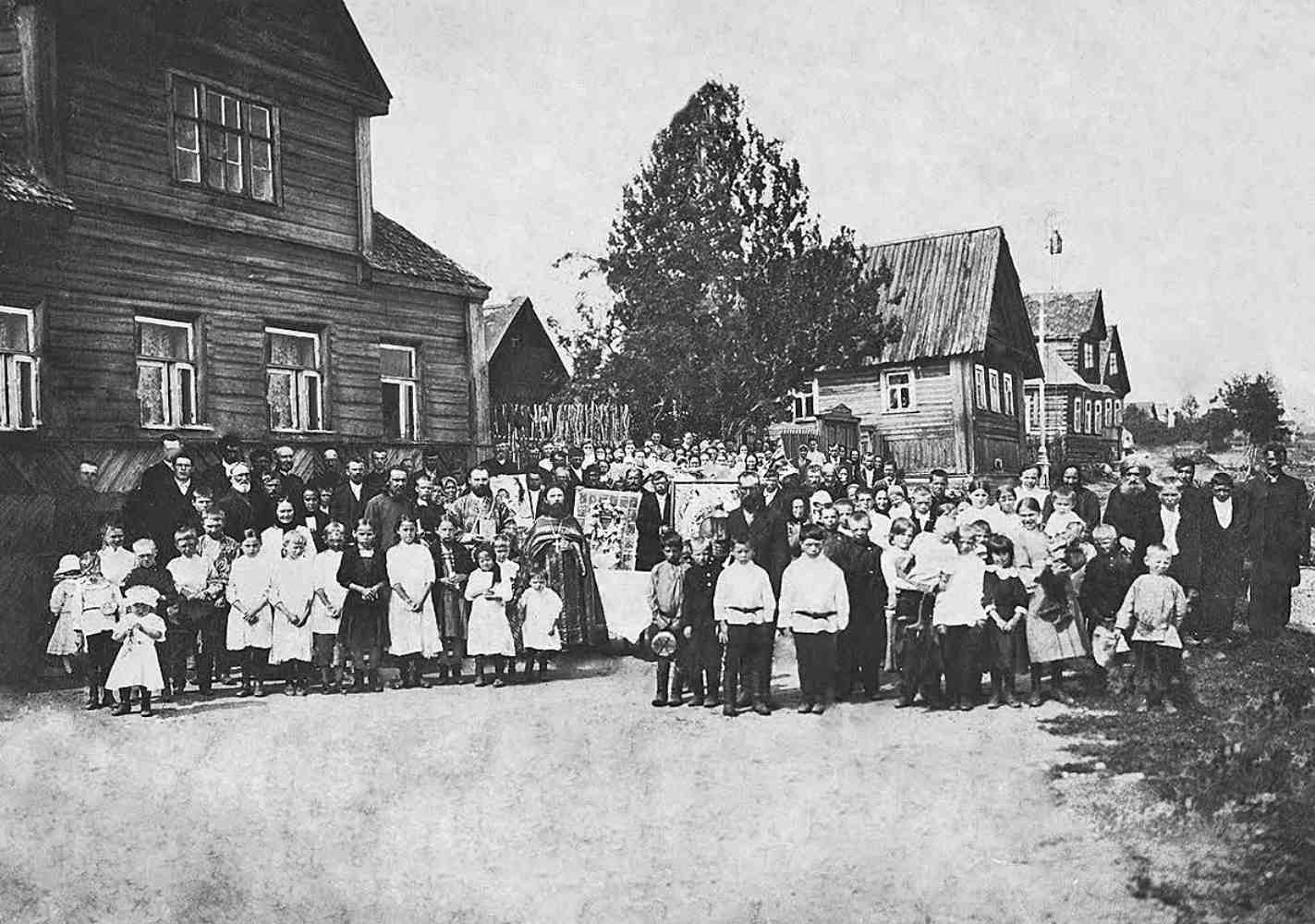
Деревня Шереметьевка. 1916 год

С 1917 по 1921 год деревня входила в состав Шереметьевского сельсовета Колтушской волости Шлиссельбургского уезда.
С 1922 года район города Шлиссельбурга.
С 1924 года в составе Чернореченского сельсовета Ленинградского уезда.
Согласно данным переписи населения СССР 1926 года:

ШЕРЕМЕТЬЕВКА — деревня Чёрнореченского сельсовета района города Шлиссельбурга, 75 хозяйств, 314 душ.

Из них: русских — 72 хозяйства, 303 души; поляков — 2 хозяйства, 6 душ; латышей — 1 хозяйство, 5 душ. (1926 год)

С февраля 1927 года в составе Ленинской волости. С августа 1927 года в составе Ленинского района.
В 1928 году население деревни составляло 150 человек.
С 1930 года в составе Ленинградского Пригородного района.
По административным данным 1933 года деревня Шереметевка являлась административным центром Чернореченского сельсовета Ленинградского Пригородного района, состоящего из деревень Пасечно, Рижская Пустошь, Кошкино, Чёрная Речка, Шереметевка, Ганнибаловка и посёлка Резвых, общая численность населения сельсовета составляла 1975 человек.
С 1934 года в составе поселкового совета имени Морозова (Шлиссельбургский завод).
С 1936 года в составе Всеволожского района.

Деревня Шереметьевка на карте 1939 года

Согласно топографической карте РККА 1939 года деревня насчитывала 62 двора. В 1940 году деревня также насчитывала 62 двора.
По данным 1966, 1973 и 1990 годов деревня Шереметьевка также находилась в административном подчинении Морозовского поселкового совета.
В 1997 году в деревне проживали 25 человек, в 2002 году — 36 человек (русских — 78%), в 2007 году — 33.
От фамилии фельдмаршала, современная Шереметьевка отличается лишь наличием лишней буквы «ь».

## География
Деревня находится в юго-восточной части района на берегу Ладожского озера, у истока реки Невы, к югу и смежно с посёлком имени Морозова. 
Расстояние до административного центра поселения — 2 км.
Деревня расположена близ автодороги А120 (Санкт-Петербургское северное полукольцо, бывшая 41А-189 «Магистральная» (Р21 — Васкелово — А121 — А181)).

## Демография
| 1838 | 1862 | 1896 | 1926 | 1997 | 2007 | 2010 |
| ---- | ---- | ---- | ---- | ---- | ---- | ---- |
| 71   | ↗115 | ↗180 | ↗314 | ↘25  | ↗33  | ↗44  |
| 2017 |      |      |      |      |      |      |
| →44  |      |      |      |      |      |      |

Национальный состав
Согласно данным Всероссийской переписи населения 2021 года в деревне проживали 78 человек, все русские.